# Трентинара
Трентинара (итал. Trentinara) — коммуна в Италии, располагается в регионе Кампания, в провинции Салерно.
Население составляет 1769 человек, плотность населения составляет 77 чел./км². Занимает площадь 23 км². Почтовый индекс — 84070. Телефонный код — 0828.
Покровительницей коммуны почитается святая Ирина Солунская. Праздник ежегодно празднуется 16 октября.